# Всемирные дни музыки
Всемирные дни музыки (англ. World Music Days) — ежегодный фестиваль новейшей академической музыки, проводящийся Международным обществом современной музыки (ISCM) начиная с 1923 г. (с перерывом в 1940—1946 гг.).
У истоков фестиваля стояла группа влиятельных композиторов-модернистов, центральной фигурой среди которых был Арнольд Шёнберг. Радикальная направленность программы вызвала протестную реакцию той части музыкальной общественности, которая ориентировалась на более умеренные, позднеромантические образцы: в том же 1923 году в том же Зальцбурге был проведён альтернативный музыкальный фестиваль, за которым стояли такие заметные фигуры австрийской музыки, как Йозеф Маркс, Александр фон Цемлинский, Ханс Галь. Одна из современных газет описала фестиваль 1923 года как собрание «музыкальных большевиков мира».
Основная программа фестиваля в его нынешнем виде формируется за счёт того, что каждая входящая в состав Международного общества современной музыки национальная организация предлагает оргкомитету фестиваля до шести произведений; отобранные оргкомитетом сочинения исполняются на фестивале. Вместе с фестивалем проводится и Генеральная ассамблея Общества.

## Важнейшие события
- 1923 — Соната для скрипки и фортепиано ля минор Леоша Яначека
- 1924 — Монодрама Арнольда Шёнберга «Ожидание», Концерт № 1 для скрипки с оркестром Сергея Прокофьева[1], Первая симфония Арнольда Бакса, Струнное трио Пауля Хиндемита, Дуэт для скрипки и виолончели Золтана Кодаи
- 1926 — Концертная увертюра «Портсмутская коса» Уильяма Уолтона
- 1927 — Пятая симфония Карла Нильсена, Stabat mater Кароля Шимановского
- 1930 — Концерт для альта с оркестром Уильяма Уолтона
- 1932 — Кларнетный квинтет Артура Блисса, нонет Тибора Харшаньи
- 1934 — Фантазия-квартет для гобоя, скрипки, альта и виолончели Бенджамина Бриттена
- 1935 — Miserae Карла Амадея Хартмана
- 1951 — «Сфенограммы» Тосиро Маюдзуми
- 1952 — Струнный квартет Жана Мартинона, кантата «Солнце вод» Пьера Булеза
- 1953 — «Контра-пункт» Карлхайнца Штокхаузена
- 1955 — «Молоток без мастера» Пьера Булеза
- 1960 — «Видения» Дьёрдя Лигети
- 1961 — «Плач по жертвам Хиросимы» Кшиштофа Пендерецкого
- 1971 — «Воображаемый пейзаж» Харрисона Бёртуистла

## Хронология фестивалей
- 1924 — Прага и Зальцбург
- 1925 — Венеция
- 1926 — Цюрих
- 1927 — Франкфурт-на-Майне
- 1928 — Сиена
- 1929 — Женева
- 1930 — Льеж
- 1931 — Оксфорд
- 1932 — Вена
- 1933 — Амстердам
- 1934 — Флоренция
- 1935 — Прага
- 1936 — Барселона
- 1937 — Париж
- 1938 — Лондон
- 1939 — Варшава
- 1940 ———
- 1941 — Нью-Йорк (неофициальная встреча)
- 1942 — Сан-Франциско (неофициальная встреча)
- 1943 ———
- 1944 ———
- 1945 ———
- 1946 — Лондон
- 1947 — Копенгаген
- 1948 — Амстердам
- 1949 — Палермо
- 1950 — Брюссель
- 1951 — Франкфурт-на-Майне
- 1952 — Зальцбург
- 1953 — Осло
- 1954 — Хайфа
- 1955 — Баден-Баден
- 1956 — Стокгольм
- 1957 — Цюрих
- 1958 — Страсбур
- 1959 — Рим
- 1960 — Кёльн
- 1961 — Вена
- 1962 — Лондон
- 1963 — Амстердам
- 1964 — Копенгаген
- 1965 — Мадрид
- 1966 — Стокгольм
- 1967 — Прага
- 1968 — Варшава
- 1969 — Гамбург
- 1970 — Базель
- 1971 — Лондон
- 1972 — Грац
- 1973 — Рейкьявик
- 1974 — Роттердам
- 1975 — Париж
- 1976 — Бостон
- 1977 — Бонн
- 1978 — Хельсинки/Стокгольм
- 1979 — Афины
- 1980 — Тель-Авив
- 1981 — Брюссель
- 1982 — Грац
- 1983 — Орхус
- 1984 — Торонто
- 1985 — Амстердам
- 1986 — Будапешт
- 1987 — Кёльн
- 1988 — Гонконг
- 1989 — Амстердам
- 1990 — Осло
- 1991 — Цюрих
- 1992 — Варшава
- 1993 — Мехико
- 1994 — Стокгольм
- 1995 — Эссен
- 1996 — Копенгаген
- 1997 — Сеул
- 1998 — Манчестер
- 1999 — Бухарест/Кишинёв
- 2000 — Люксембург
- 2001 — Иокогама
- 2002 — Гонконг
- 2003 — Любляна
- 2004 — Швейцария
- 2005 — Загреб
- 2006 — Штутгарт
- 2007 — Гонконг
- 2008 — Вильнюс
- 2009 — Гётеборг
- 2010 — Сидней
- 2011 — Загреб
- 2012 — Бельгия (шесть городов)
- 2013 — Братислава/Кошице/Вена
- 2014 — Вроцлав
- 2015 — Словения (разные города)
- 2016 — Тхонъён
- 2017 — Ванкувер
- 2018 — Пекин
- 2019 — Таллин
- 2020 — Окленд/Крайстчёрч
- 2021 — Шанхай/Наньнин